# オーテクニック
株式会社オーテクニック（英：Otechnique Co.,Ltd.）は、愛知県稲沢市に本拠を置く仮設工事事業、仮設資材レンタル・販売、仮設計画図面作成、解体工事、修繕工事一式請負、工事会社業務支援ツールを販売する企業。仮設工事をメインで行う日本の企業である。
2018年から2021年1月8日までに事業展開による業務拡大でグループ法人を5社設立。同年1月25日に株式会社オーテクホールディングスとしてホールディングス化。グループ全体として新たな事業や企画に取り組んでいる。

## 概要
2006年3月、19歳で足場工事の仕事をはじめた小川功が22歳で独立して4年目で「小川興業」を創業。2011年4月1日に法人化し、「オーテクニック」に改称。足場工事を中心に愛知・岐阜・三重の東海エリアにて、営業している。

### 経営理念とビジョン
「足場を固め、技術を高め、未来を組み立てる。」には、まずは足元を見て土台を固めること。足場工事事業でも足元が大事であること。それは会社も同じであること。組織経営を行い、自分の役割を把握して社員が一丸となって前進していくことが大事であるということ。 技術を高めるとは、手に職を付けることだけでなく、オーテクニックに関わる全員の成長を支援していくこと。その結果として、自信が付いて、お客様に良いものを届けられること、。未来を組み立てるとは、時代の流れに合った技術や新しいことにも積極的に挑戦して取り組んでいく。建設業界の「あったらいいな」を常に追求していき、業務改善や働きやすい環境を作っていく。それが豊かな生活を生み、未来を組み立てることに繋がっていくことになる。という、小川代表の思いが込められている。 「建設業界のプラットフォーマーとなる」には、建設業界を動かすための土台となる環境づくりに努めること、建設業界を魅力ある業界にしたい、業界を盛り上げたいという思いが込められている。

## 事業内容
- 仮設工事一式
- 仮設資材レンタル・販売
- 仮設計画図作成・各種申請
- 建築工事一式
- 人財派遣・紹介
- 解体工事
- 修繕工事一式請負
- 工事会社業務支援ツール販売

## 沿革
- 2006年0 3月　小川興業 設立
- 2011年0 4月　株式会社オーテクニック に改称
- 2014年0 8月　資本金を3,000,000円から10,000,000円へ増資
- 2015年011月　本社を現住所へ移転
- 2018年0 4月　グロースチェンジ株式会社 設立
- 2019年0 4月　株式会社メイセイテック 設立
- 2019年0 5月　三河営業所 開設
- 2019年0 5月　 O-Technique internation Myanmar co.,Ltd 設立
- 2019年0 9月　株式会社ステップサポーター 設立
- 2020年012月   ISO 9001:2015認証 取得
- 2021年0 1月   ミカワ信和株式会社グループ入り
- 2021年0 1月   株式会社オーテクホールディングスとして、ホールディングス化
- 2021年0 8月   オーテクホールディングスとして国連が提唱する「持続可能な開発目標(SDGs)」に賛同
- 2022年0 3月　ステップサポーター吸収合併
- 2022年0 7月　三河営業所現住所へ移転
- 2022年0 7月　資本金を10,000,000円から20,000,000円へ増資
- 2022年0 9月　特定建設業許可取得（建設業許可 愛知県知事　許可（特－4）第61418号）
- 2023年　10月　有限会社ミキハウジンググループ入り
- 2024年　7月　ハイウェイメンテック株式会社グループ入り

## オーテクニックグループ
- ミカワ信和株式会社
- 株式会社メイセイテック

## オーテクホールディングスグループ
- 株式会社オーテクニック
- グロースチェンジ株式会社
- O-Technique internation Myanmar co.,Ltd
- ミキハウジング[2]

## 所属団体
- 一般社団法人仮設工業会 第二種正会員
- アイ・シィー・ピー協同組合
- 全国低層住宅足場リース協会（一般社団法人）